# Paulenca (Granada)
Paulenca es una localidad y pedanía española perteneciente al municipio de Guadix, en la provincia de Granada, comunidad autónoma de Andalucía. Está situada en la parte central de la comarca accitana. Cerca de esta localidad se encuentran los núcleos de Estación de Guadix, Purullena y El Bejarín.

## Historia
Los primeros vestigios de Paulenca, por los restos encontrados, se remontan a la época romana.

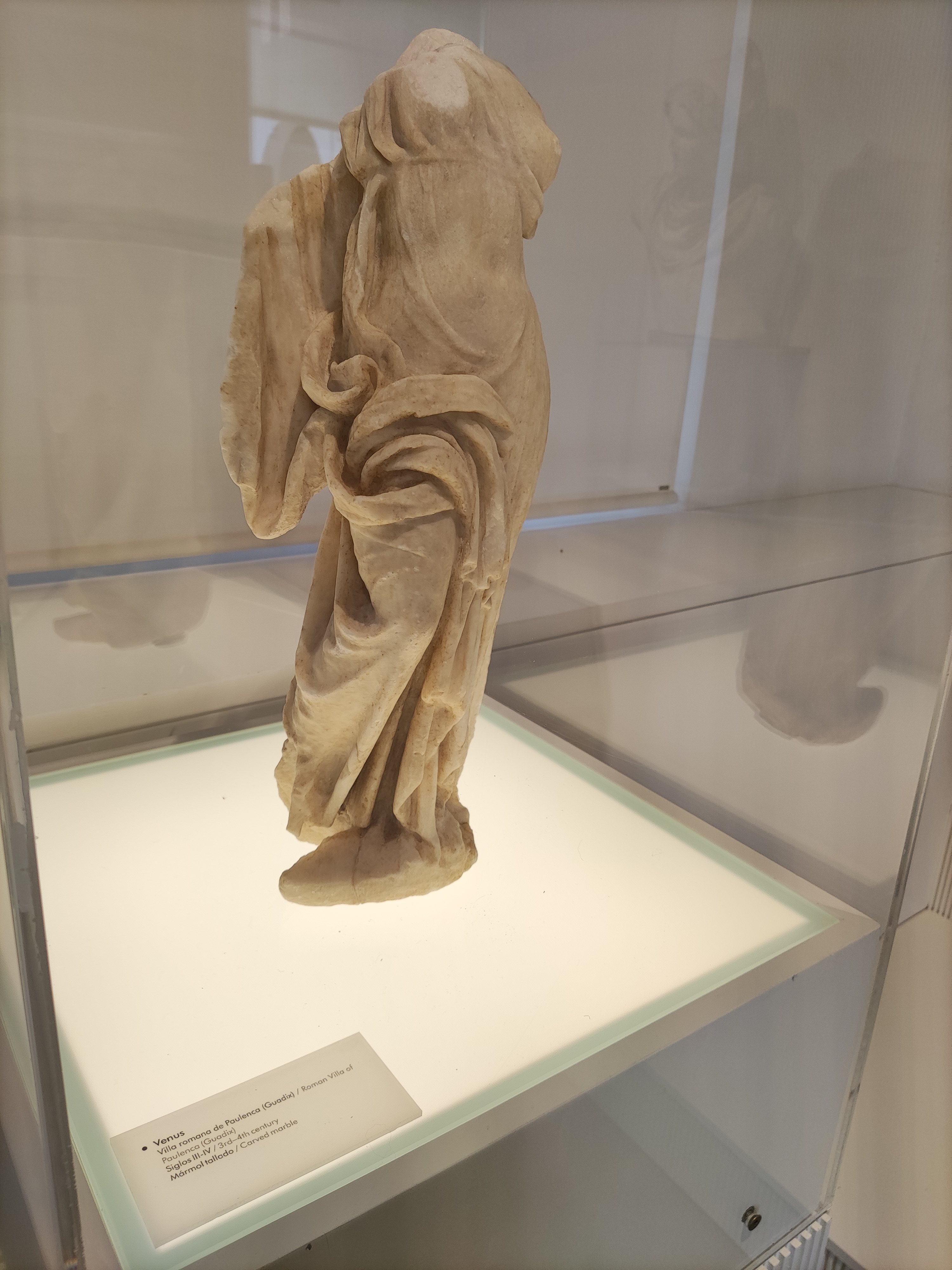
Venus de la villa romana de Paulenca Museo Arqueológico de Granada

En concreto en el Museo Arqueológico y Etnológico de Granada se puede visitar una escultura esculpida en mármol,
denominada "Venus de Paulenca", hallada en las inmediaciones de este anejo de Guadix. La escultura, cuya altura conservada es de 50 cm, la anchura mayor de 17 cm y el grosor de 14 cm, corresponde a la Edad Antigua, en un período de la cultura romana entre los siglos II al V de nuestra era, lo que indica la ubicación de una villa tardorromana en Paulenca.
Con posterioridad pasó a ser dominio godo y posteriormente musulmán, si bien ahí recaló el núcleo mozárabe, como sucedió siglos después al expulsar a los musulmanes, cuando Paulenca se convirtió en un reducto morisco. Con la expulsión morisca, esta pedanía accitana quedó casi vacía, lo que obligó allá por 1581 a vendérselo a los jesuitas quienes en 1751 lo volvieron vender, sucediéndose diversas ventas posteriores.

## Demografía
Según el Instituto Nacional de Estadística de España, en el año 2011 Paulenca contaba con 181 habitantes censados.

## Cultura

### Monumentos
Destacable es la iglesia de la Virgen de la Paz (siglo XX), con nave rectangular con coro en la entrada y altar al fondo incluido un pequeño campanario y camarín para la Virgen de la Paz, patrona de Paulenca.
Una antigua almazara ha sido recientemente rehabilitada para el turismo rural.

### Fiestas
- 4º domingo de enero, Fiesta de la Virgen de la Paz.
- 2º Fin de semana de agosto, Fiesta de Verano.